# Jan Reuser
J.I.M. (Jan) Reuser (Nijmegen, 23 juli 1917 – Linne, 27 augustus 1990) was een Nederlands burgemeester van de KVP en later het CDA.
Hij is afgestudeerd in de rechten en was hoofdcommies bij de gemeentesecretarie van Den Bosch voor hij in november 1953 benoemd werd tot burgemeester van Sint Jansteen. Reuser was daar burgemeester tot de opheffing van die Zeeuws-Vlaamse gemeente in 1970. Een half jaar later volgde zijn benoeming tot burgemeester van de Limburgse gemeente Sevenum wat hij tot zijn pensionering in 1982 zou blijven. Reuser overleed in 1990 op 73-jarige leeftijd.